# Трапівська сільська рада
Трапі́вська сільська́ ра́да — колишня адміністративно-територіальна одиниця та орган місцевого самоврядування в Татарбунарському районі Одеської області. Адміністративний центр — село Трапівка.

## Загальні відомості
Трапівська сільська рада утворена в 1945 році.
- Територія ради: 70,05 км²
- Населення ради: 1 650 осіб (станом на 2001 рік)
- Водоймища на території, підпорядкованій даній раді: озеро Сасик

## Населені пункти
Сільській раді підпорядковані населені пункти:
- с. Трапівка
- с. Зарічне
- с. Новоселиця

## Населення
Згідно з переписом УРСР 1989 року чисельність наявного населення сільської ради становила 1708 осіб, з яких 778 чоловіків та 930 жінок.
За переписом населення України 2001 року в сільській раді мешкали 1633 особи.

### Мова
Розподіл населення за рідною мовою за даними перепису 2001 року:
| Мова       | Відсоток |
| ---------- | -------- |
| українська | 92,42 %  |
| російська  | 4,42 %   |
| молдовська | 1,27 %   |
| болгарська | 0,85 %   |
| циганська  | 0,67 %   |
| білоруська | 0,06 %   |
| інші       | 0,31 %   |

## Склад ради
Рада складається з 16 депутатів та голови.
- Голова ради: Шевченко Людмила Олександрівна
- Секретар ради: Ляшан Людмила Михайлівна

### Керівний склад попередніх скликань
| Прізвище, ім'я, по батькові    | Основні відомості                                                               | Дата обрання          | Дата звільнення       |
| ------------------------------ | ------------------------------------------------------------------------------- | --------------------- | --------------------- |
| Волков Іван Васильович         | Сільський голова, 1952 року народження, освіта вища                             | 26.03.2006            | 31.10.2010            |
| Волков Іван Васильович         | Сільський голова, 1952 року народження, освіта вища, член Партії регіонів       | 31.10.2010            | 02.06.2013            |
| Шевченко Людмила Олександрівна | Сільський голова, 1962 року народження, освіта середня спеціальна, позапартійна | 02.06.2013 25.10.2015 | 25.10.2015 29.10.2017 |

Примітка: таблиця складена за даними сайту Верховної Ради України

### Депутати
За результатами місцевих виборів 2010 року депутатами ради стали:

#### За суб'єктами висування
| Суб'єкт висування            | Кількість обраних депутатів | %    |
| ---------------------------- | --------------------------- | ---- |
| Партія регіонів              | 11                          | 68,8 |
| Народна партія               | 4                           | 25   |
| Соціалістична партія України | 1                           | 6,3  |

#### За округами
| № округу                     | Прізвище, ім'я, по батькові       | Дата визнання обраним | Освіта             | Партійна приналежність             | Відомості про обраного депутата                                         |
| ---------------------------- | --------------------------------- | --------------------- | ------------------ | ---------------------------------- | ----------------------------------------------------------------------- |
| Народна Партія               |                                   |                       |                    |                                    |                                                                         |
| 3                            | Смірнов Микола Володимирович      | 02.11.2010            | середня            | член Народної партії               | ТОВ «Буджак», тракторист                                                |
| 4                            | Алєксєєнко Валерій Васильович     | 02.11.2010            | середня            | член Народної партії               | приватний підприємець                                                   |
| 8                            | Вихрістюк Михайло Іванович        | 02.11.2010            | середня спеціальна | член Народної партії               | Татарбунарське управління водного господарства, технік — гідротехнік    |
| 9                            | Бєля Валерій Дмитрович            | 02.11.2010            | середня спеціальна | член Народної партії               | Татарбунарське управління водного господарства, інженер — гідротехнік   |
| Партія регіонів              |                                   |                       |                    |                                    |                                                                         |
| 1                            | Временко Олександр Григорович     | 02.11.2010            | середня            | член Партії регіонів               | приватний підприємець                                                   |
| 2                            | Іванченко Катерина Євгенівна      | 02.11.2010            | вища               | член Партії регіонів               | тимчасово не працює                                                     |
| 5                            | Височан Алла Михайлівна           | 02.11.2010            | середня спеціальна | член Партії регіонів               | Зарічнянський фельдшерський пункт, завідувачка                          |
| 6                            | Ярмолюк Неля Іванівна             | 02.11.2010            | середня спеціальна | член Партії регіонів               | Трапівський відділ зв'язку, завідувачка                                 |
| 7                            | Григорашенко Ігор Миколайович     | 02.11.2010            | вища               | член Партії регіонів               | Трапівський фельдшерсько-акушерський пункт, завідувач                   |
| 11                           | Кіосак Надія Павлівна             | 02.11.2010            | середня спеціальна | член Партії регіонів               | Трапівська загальноосвітня школа, техпрацівник                          |
| 12                           | Блященко Валентина Георгіївна     | 02.11.2010            | середня спеціальна | член Партії регіонів               | Татарбунарське управління водного господарства, русловий ремонтувальник |
| 13                           | Ількевич Валентина Іванівна       | 02.11.2010            | вища               | член Партії регіонів               | Трапівська загальноосвітня школа, вчитель                               |
| 14                           | Ляшан Анатолій Іванович           | 02.11.2010            | середня спеціальна | член Партії регіонів               | Трапівська загальноосвітня школа, вчитель                               |
| 15                           | Літостанський Сергій Валентинович | 02.11.2010            | вища               | член Партії регіонів               | Трапівська загальноосвітня школа, вчитель                               |
| 16                           | Дука Валентина Миколаївна         | 02.11.2010            | середня            | член Партії регіонів               | Трапівська загальноосвітня школа, завгосп                               |
| Соціалістична партія України |                                   |                       |                    |                                    |                                                                         |
| 10                           | Ляшан Людмила Михайлівна          | 02.11.2010            | середня спеціальна | член Соціалістичної партії України | Трапівська сільська рада, секретар                                      |